# Supersoaker
«Supersoaker» es una canción de la banda estadounidense de rock Kings of Leon. Fue lanzado el 17 de julio de 2013, como el primer sencillo de su sexto álbum de estudio Mechanical Bull. Contó con la producción de Angelo Petraglia. El video musical fue dirigido por el británico W.I.Z. Alcanzó el número 32 en la lista de sencillos del Reino Unido.

## Lista de canciones
| Descarga digital |               |          |  |
| N.º              | Título        | Duración |  |
| 1.               | «Supersoaker» | 3:50     |  |

## Posicionamiento en listas
| Lista (2013)                                | Mejor posición |
| ------------------------------------------- | -------------- |
| Alemania (Media Control AG)                 | 1              |
| Australia (ARIA)                            | 43             |
| Bélgica (Flandes) (Ultratip Bubbling Under) | 9              |
| Canadá (Hot 100)                            | 61             |
| Estados Unidos (Bubbling Under Hot 100)     | 6              |
| Estados Unidos (Rock Songs)                 | 18             |
| Estados Unidos (Alternative Songs)          | 14             |
| Estados Unidos (Mainstream Rock Tracks)     | 27             |
| Irlanda (IRMA)                              | 19             |
| Países Bajos (Mega Single Top 100)          | 70             |
| Reino Unido (UK Singles Chart)              | 32             |